# Diego Hernández (futbolista)
Diego Hernández Jiménez (Guadalajara, Jalisco, México. 13 de agosto de 1999) es un futbolista mexicano, juega como extremo izquierdo y su actual equipo son los Correcaminos de la UAT de la Liga de Expansión MX.

## Trayectoria

### Inicios y Club Deportivo Guadalajara
Se integró a las Fuerzas Básicas de Chivas en el año 2013, donde al tener buenas actuaciones fue llevado a jugar en el equipo sub-15, sub-17 y la Sub-20, donde también juega para Chivas Rayadas equipo de la Segunda División de México.
Tras excelentes actuaciones y visoriado por José Saturnino Cardozo, fue llevado al primer equipo. Debutó en 8 de agosto de 2018, en la Copa MX en el empate 0-0 ante el Alebrijes de Oaxaca.
Debuta en la Primera división el 12 de agosto de 2018 en la derrota 1-2 ante el Santos Laguna.